# Spišské Tomášovce
Spišské Tomášovce és un poble i municipi d'Eslovàquia. Es troba a la regió de Košice, a l'est del país.

## Història
La primera referència escrita de la vila data del 1229.

## Demografia
| Godina             | 1994 | 2004    | 2014 | 2024    |
| ------------------ | ---- | ------- | ---- | ------- |
| Nombre de persones | 1316 | 1580    | 1896 | 2241    |
| Diferència         |      | +20,06% | +20% | +18,19% |

| Godina             | 2023 | 2024   |
| ------------------ | ---- | ------ |
| Nombre de persones | 2208 | 2241   |
| Diferència         |      | +1,49% |